# پاملا کولمن اسمیت
پاملا کولمن اسمیت (انگلیسی: Pamela Colman Smith؛ ۱۶ فوریهٔ ۱۸۷۸ – ۱۸ سپتامبر ۱۹۵۱) یک هنرمند اهل ایالات متحده آمریکا بود.
او به عنوان یک هنرمند، نقاش، نویسنده، طراح گرافیک، ویراستار و ناشر فعالیت می‌کرد². او در لندن، بروکلین، منچستر، کینگستون و بود زندگی می‌کرد². او در مؤسسه پرت در تحصیل کرد².
او به دلیل کارهای هنری خود شناخته شده است. او به خصوص برای کارهایی که در زمینه تاروت انجام داده است، شهرت دارد¹⁵.
او با نام مستعار پیکسی شناخته می‌شود². او در کورنوال به خاک سپرده شد².